# Orthotrichum tortidontium
Orthotrichum tortidontium är en bladmossart som beskrevs av F. Lara, Garilleti och Vicente Mazimpaka 1996. Orthotrichum tortidontium ingår i släktet hättemossor, och familjen Orthotrichaceae. Inga underarter finns listade i Catalogue of Life.